# Melice (hrad)
Melice je zřícenina hradu ležící asi 6 km severovýchodně od Vyškova, mezi Pustiměří a Drysicemi. Od roku 1970 je chráněn jako kulturní památka ČR.

## Historie
Hrad se poprvé v listinách objevuje roku 1339, jeho stavitelem byl olomoucký biskup Jan Volek. V tomto roce byl hrad již hotový, jako purkrabí se zde uvádí Beneš z Melic. Hrad byl opatřen kaplí, kterou dostavěl až Janův nástupce biskup Jan Očko z Vlašimi, což potvrdil nález kamenného erbu roku 1898 a při vykopávkách z let 1931–1938 se toto tvrzení jen potvrdilo. Z hradu se stalo reprezentativní sídlo olomouckých biskupů, kteří pokračovali ve vybavování interiérů. Melice spravovali biskupští leníci, k roku 1353 Heilein a Mikuláš z Mejlic, roku 1362 Ješek Šram a Janoš z Mejlic, roku 1373 Ješek a Alšík z Mejlic, roku 1380 Majnuš a Ješek z Mejlic. Biskup Mikuláš Melice zastavil roku 1383 markraběti Joštovi, v roce 1401 držel hrad zástavní věřitel Heralt z Kunštátu. Před rokem 1408 držel Melice v zástavě Znata z Mejlic a roku 1410 dolanský převor Štěpán. Hrad zanikl v dobách husitských válek. V létě roku 1423 přitáhla na Moravu výprava českých husitů, která dobyla několik významných bodů, mezi nimiž byl i biskupský hrad Melice, který se stal jedním z opěrných bodů husitů. V roce 1439 se uvádí hrad jako "rozbořený, srovnaný ze zemí, jako hromada kamení narovnaných na zemi."

## Kachlová kamna z Melic
Nejvzácnějším nálezem z vykopávek jsou unikátní gotické kachle z honosných kamen, které stávaly v komnatě hradního paláce. Tyto kamna si nechal na zakázku zbudovat olomoucký biskup Václav Králík z Buřenic někdy mezi roky 1412–1416. Kachlová kamna měřila i s podstavcem 280 cm a byla sestavena z více než 150 keramických kachlů. Různorodé motivy kamenného soklu znázorňovaly motivy a životní osudy pána hradu. Reliéfně zdobené části znázorňovaly jeho pozemskou pouť po stupíncích společenského žebříčku včetně nástrah mocností pekelných a vítězství nad nimi.

## Přístup
Zbytky hradu se nacházejí v blízkosti hranice vojenského újezdu Březina a jsou volně přístupné. Ke zřícenině vede zeleně značená okružní trasa z Pustiměře.

## Galerie

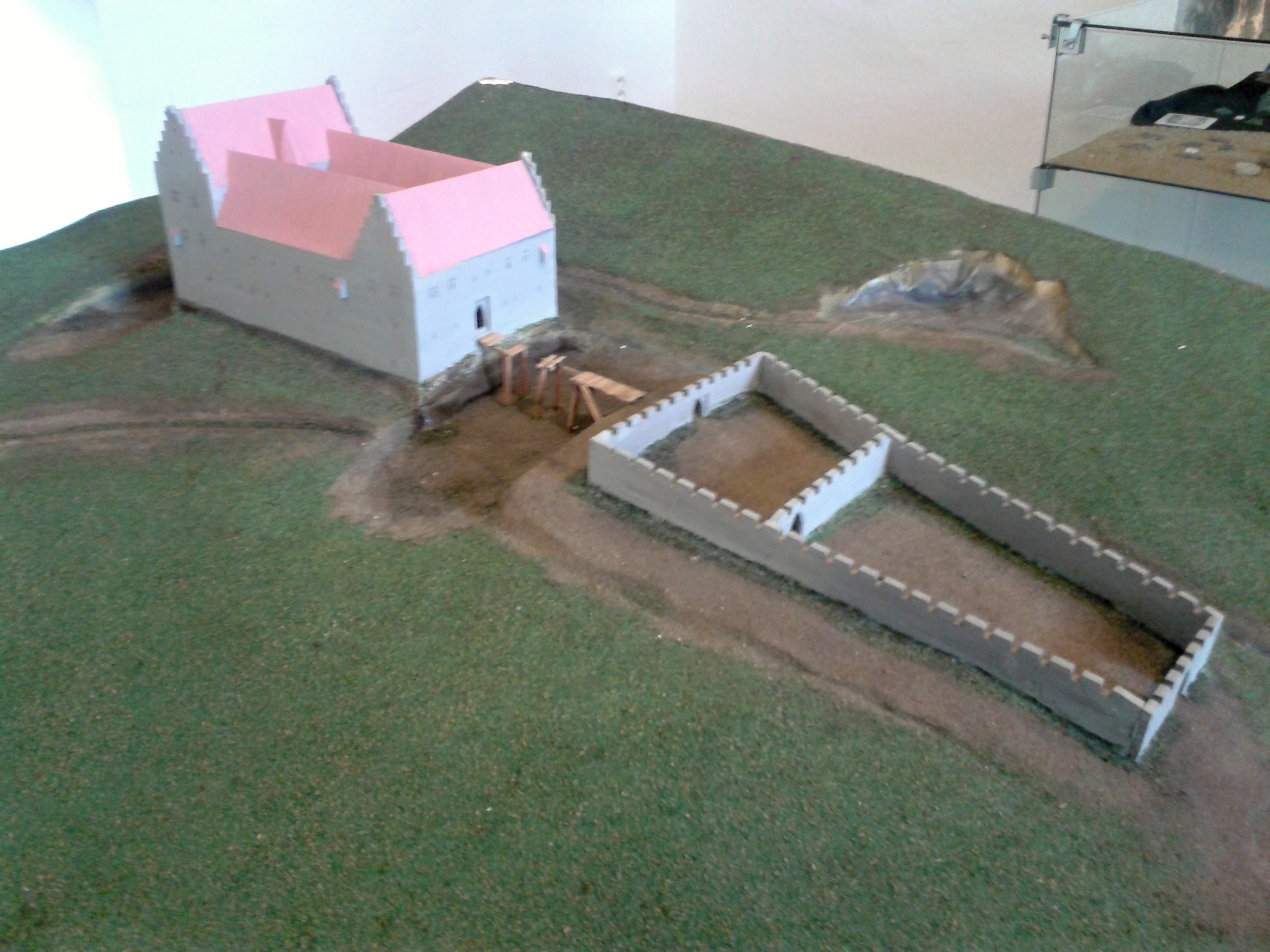
Rekonstrukce podoby hradu umístěná ve vyškovském muzeu
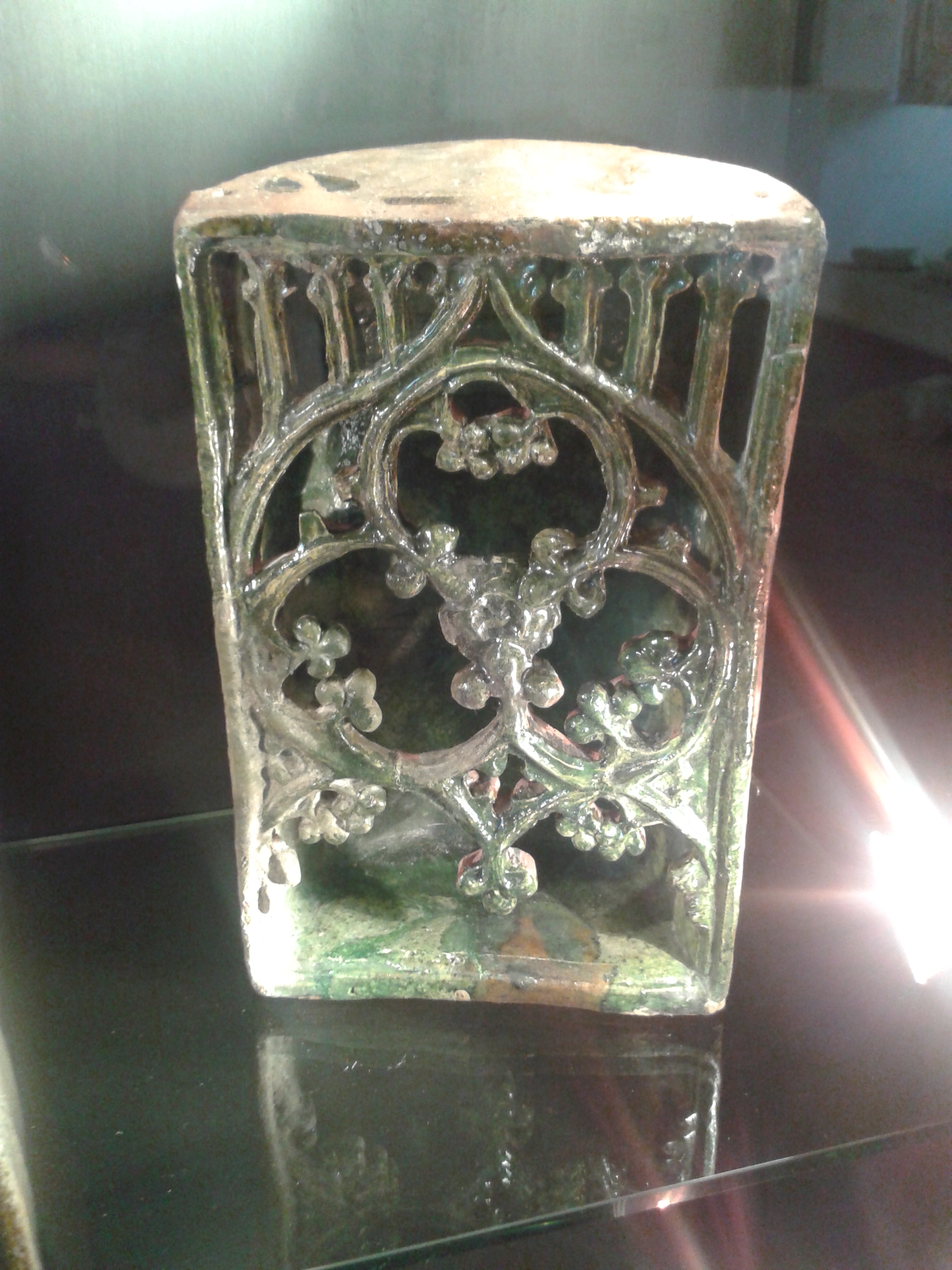
Keramická kachle z honosných Melických kamen ve Vyškovském muzeu
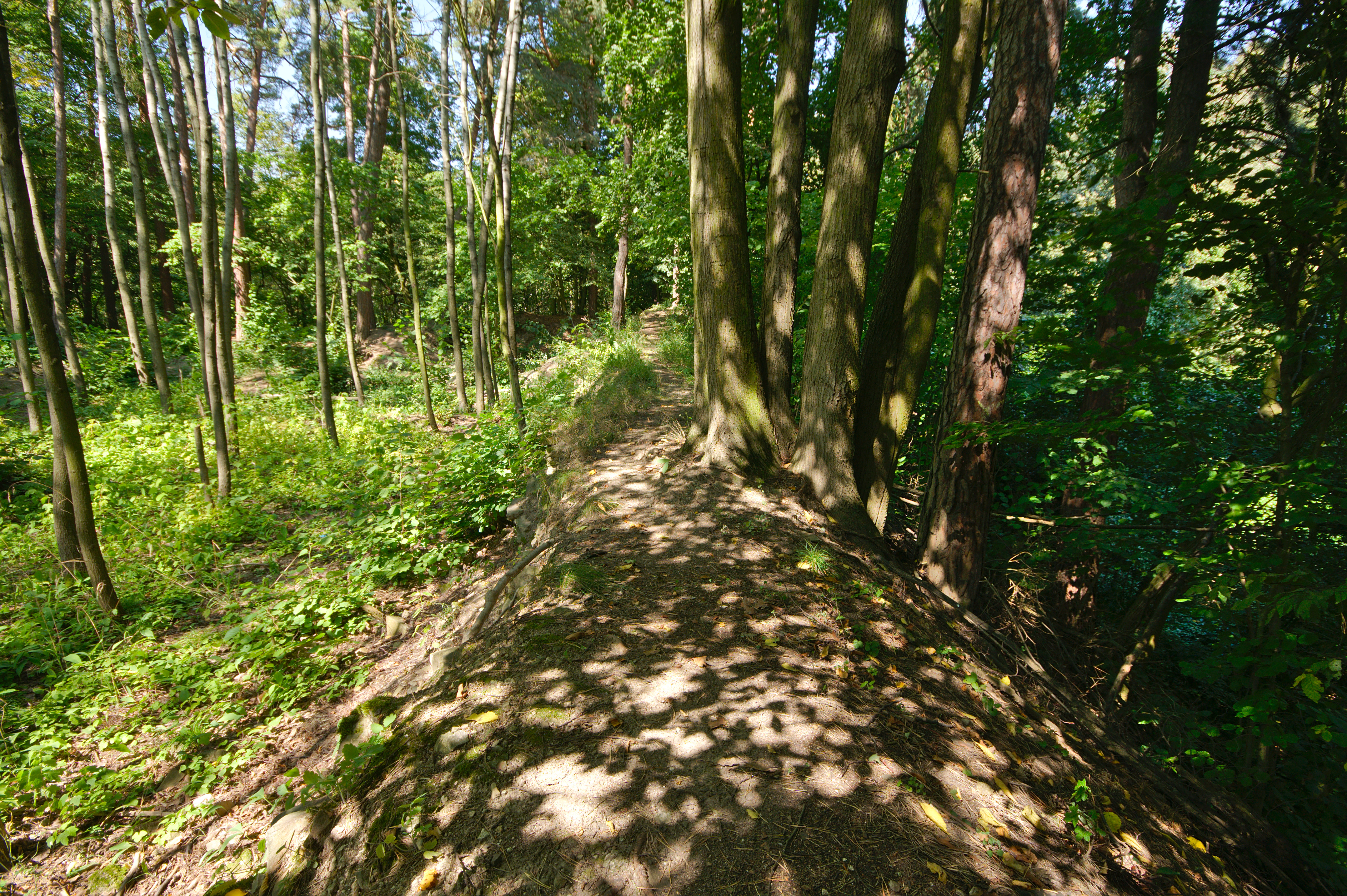
Val v lesním podrostu
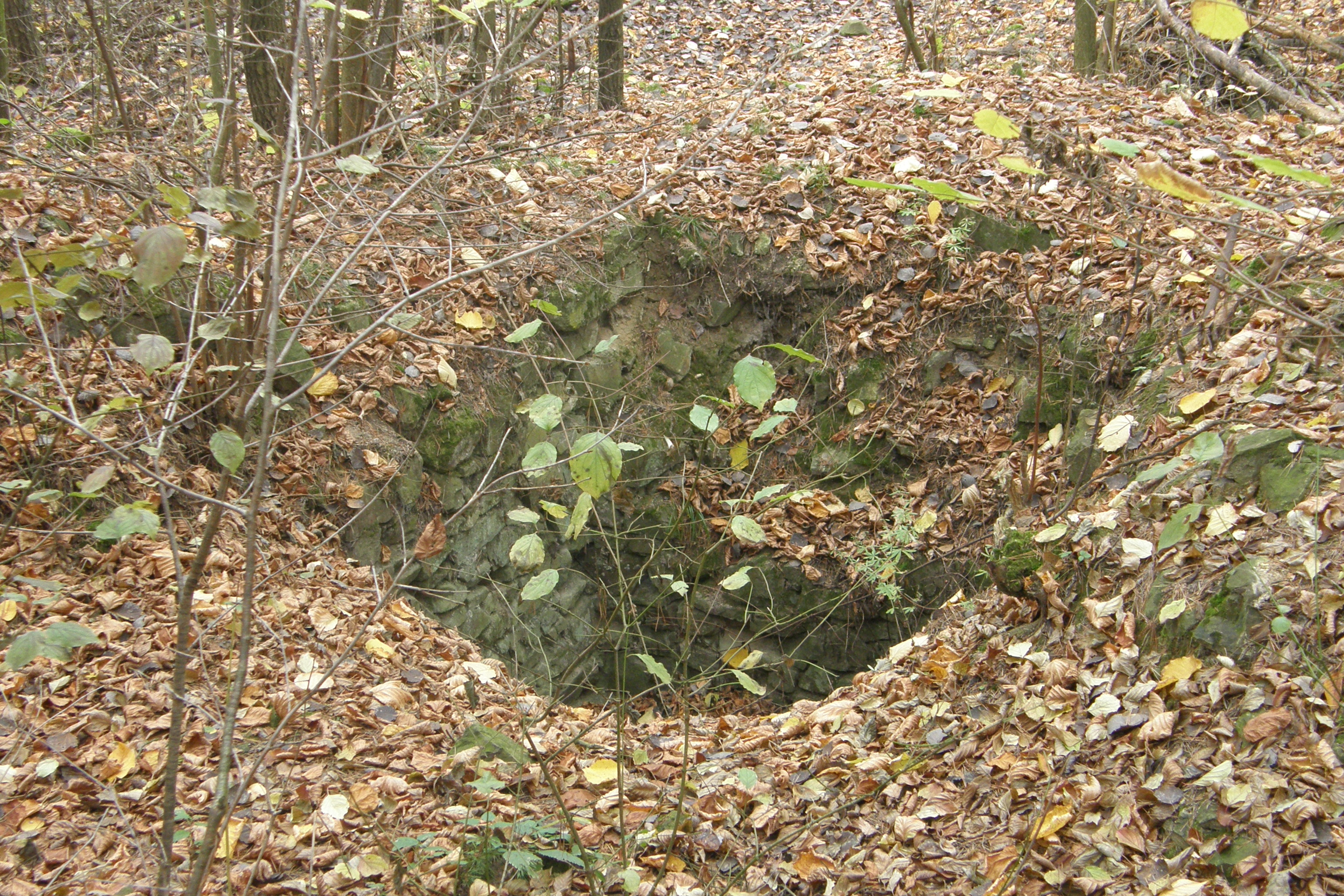
Zbytky kamenného zdiva
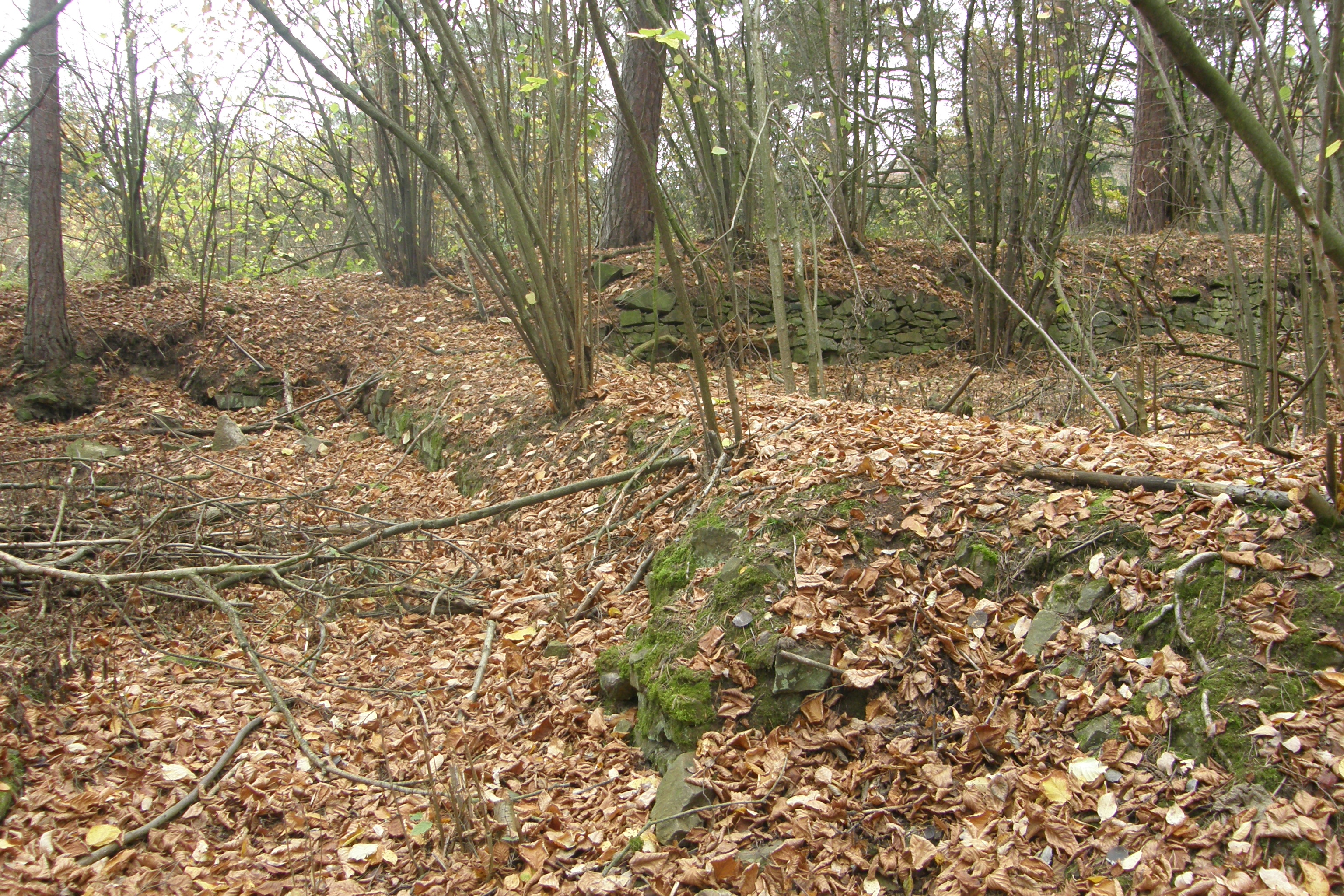
Detail
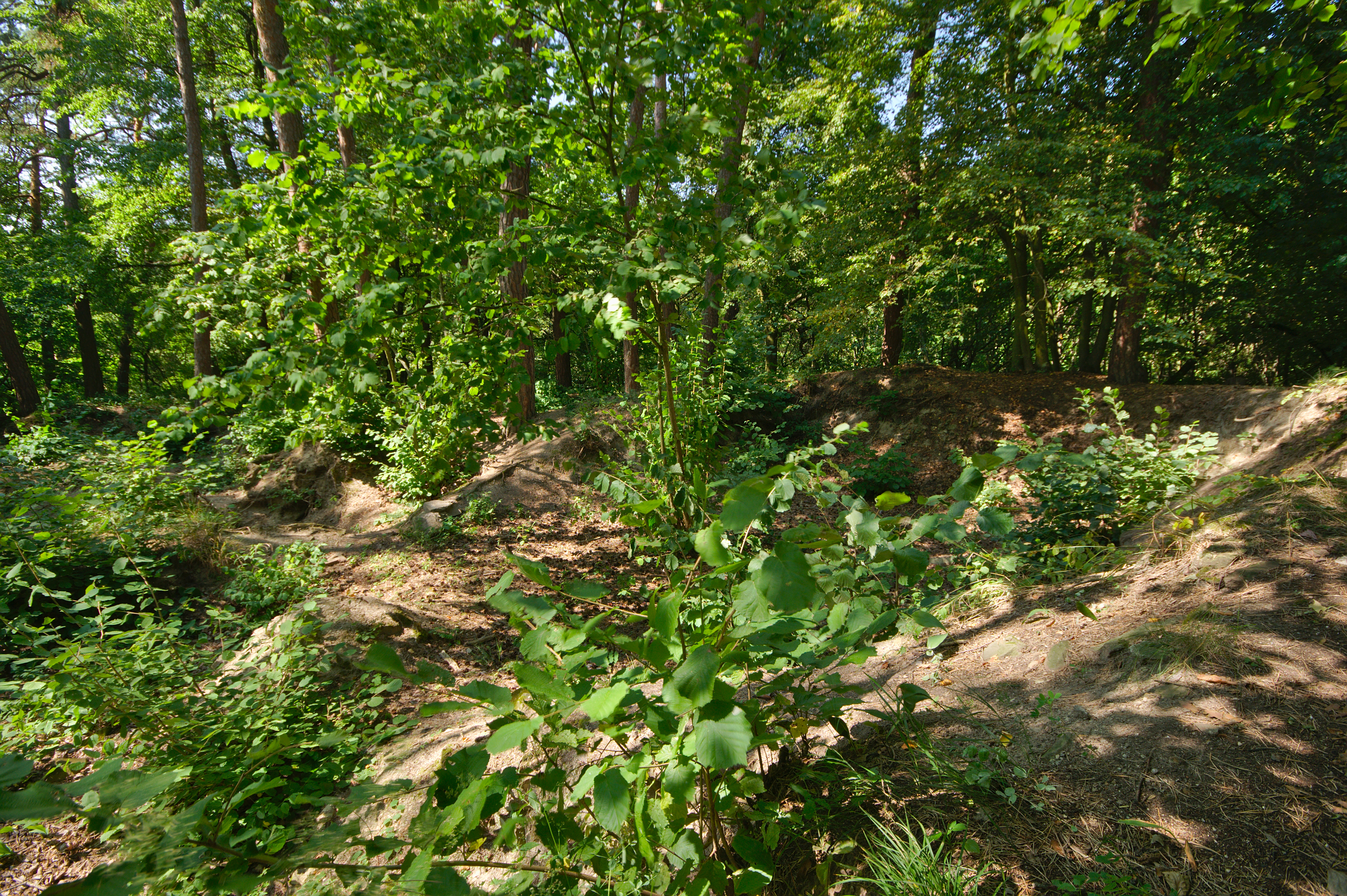
Terénní nerovnosti
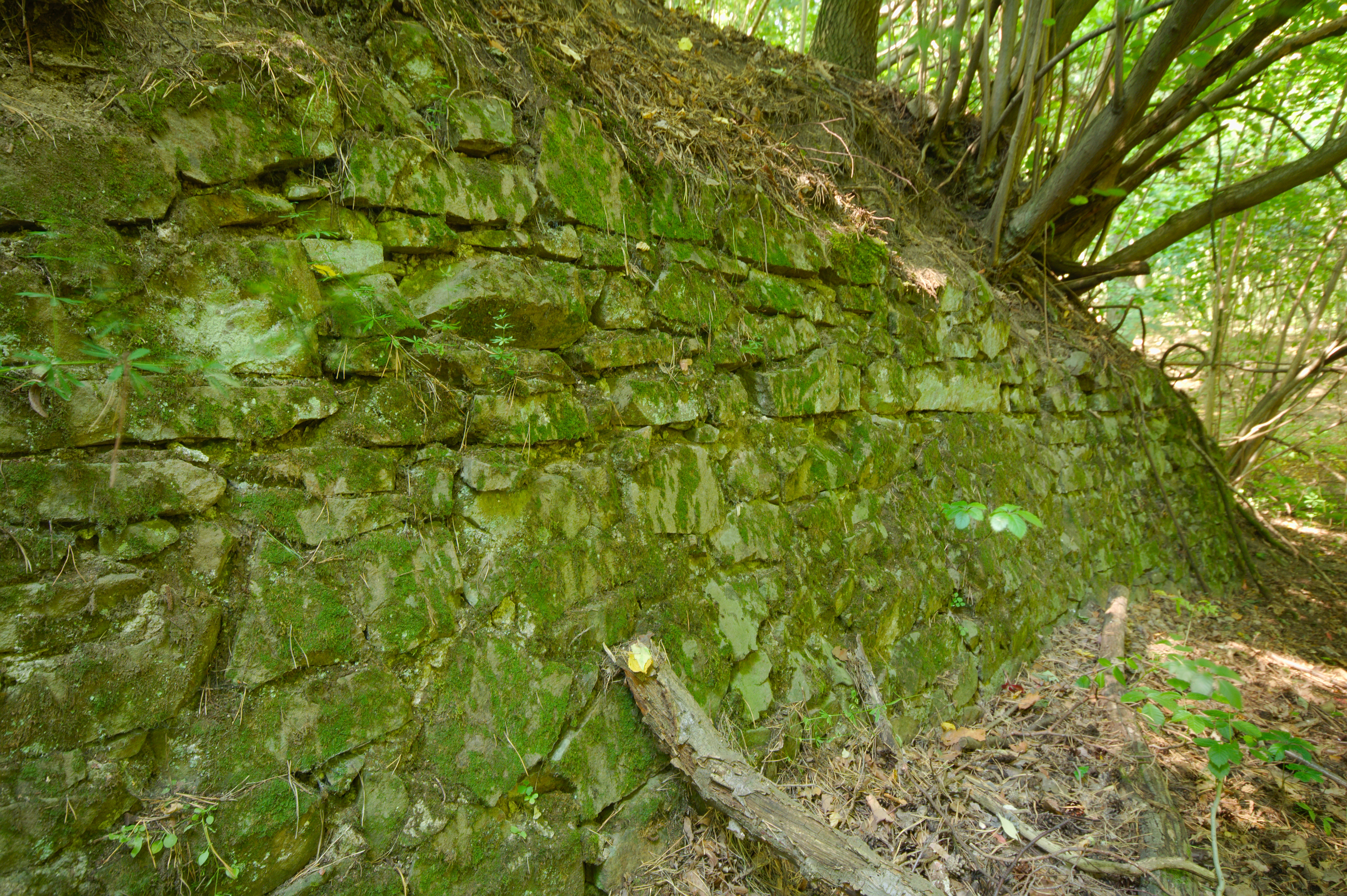
Zbytky zdiva